# Ashton Town A.F.C.
Câu lạc bộ bóng đá Ashton Town là một câu lạc bộ bóng đá có trụ sở tại Ashton-in-Makerfield, Greater Manchester, Anh. Đội hiện đang là thành viên của North West Counties League Division One North và thi đấu tại Edge Green Street, cách trung tâm thị trấn một dặm về phía đông bắc.

## Lịch sử
Đội Ashton Town ban đầu gia nhập Division Two của Lancashire Combination năm 1903, và được thăng hạng lên Division One trong mùa giải đầu tiên. Tuy nhiên, họ đã phải xuống hạng trở lại Division Two sau khi xếp thứ 16 trong mùa giải đầu tiên tại Division One. Vào cuối mùa giải 1910-11, câu lạc bộ rút khỏi giải đấu và các trận đấu được được tiếp quản bởi Tyldesley Albion.
Câu lạc bộ hiện tại được thành lập vào năm 1953 với tên gọi Makerfield Mill. Ban đầu, họ chơi ở Wigan Sunday School League, trước khi chuyển sang St Helens Combination, trong đó đội đã chơi trong ba năm, giành chức vô địch Division Two vào mùa giải 1957-58. Năm 1958, họ tham gia Warrington & District League, vô địch Division One vào các mùa giải 1959-60 và 1950-61. Năm 1962, câu lạc bộ được đổi tên thành Ashton Town sau khi bị buộc rời khỏi sân Windsor Road và chuyển các trận đấu trên sân nhà sang sân công viên công cộng tại Whithill Street Recreation Ground ở Bryn. Tuy nhiên, họ lại vô địch giải đấu vào các mùa giải 1962-63 và 1963-64. Năm 1964, câu lạc bộ đã mua sân Edge Green Street, nơi hiện đang tổ chức Stubshaw Cross Rovers. Đội kết thúc mùa giải với tư cách Vô địch Division One lần thứ năm vào các mùa giải 1964-65, trước khi giành chức vô địch thứ sáu vào năm 1969-70. Sau đó, họ gia nhập Lancashire Combination vào năm 1971, chuyển đến Division Two của Cheshire County League vào năm 1978 và trở thành thành viên sáng lập của Division Three thuộc North West Counties League năm 1982.
Năm 1985, Ashton rớt xuống Division One của Manchester League, và mặc dù chỉ đứng thứ sáu trong mùa giải 1985-86, họ trở lại Division Three của North West Counties League vào mùa giải tiếp theo. Sau khi Division Three được sáp nhập vào Division Two vào năm 1987, câu lạc bộ vẫn ở cùng một cấp độ (với giải đấu được đổi tên thành Division One vào năm 2008) cho đến cuối mùa giải 2016-17, khi họ đứng cuối của Division One và bị xuống hạng đến Premier Division của Cheshire League. Mặc dù chỉ về đích thứ sáu tại Premier Division của Cheshire League trong mùa giải 2017-18, Ashton đã được thăng hạng trở lại Division One North của North West Counties League.

## Danh hiệu
- Warrington and District League
  - Vô địch Division One 1959-60, 1960-61, 1962-63, 1963-64, 1964-65, 1969-70
- St Helens Combination
  - Vô địch Division Two 1957-58
- Liverpool FA Shield
  - Vô địch 1956-57
- Wigan Cup
  - Vô địch 1960-61, 2018-19
- Stubshaw Cross medal competition
  - Vô địch 1966-67
- Atherton Charity Cup
  - Vô địch 2012-13

## Kỉ lục
- Thành tích tốt nhất tại Cúp FA: Vòng sơ loại, 2007-08[1]
- Thành tích tốt nhất tại FA Vase: Vòng Một, 2007-08, 2014-15[1]
- Kỉ lục số khán giả: 1.865 với F.C. United of Manchester, 2007[3]